# Martyn Bernard
Martyn Bernard, né le 15 décembre 1984 à Wakefield, est un athlète, spécialiste du saut en hauteur britannique.
Il mesure 1,95 m pour 86 kg. Il détient, avec 2,30 m, réalisé une première fois en salle en 2007 puis en plein air à Eberstadt en 2008, l'une des meilleures mesures de sa spécialité.

## Carrière
En 2006, Bernard remporte la médaille de bronze des Jeux du Commonwealth à Melbourne.
Il obtient derechef le bronze aux Championnats d'Europe en salle de 2007 à Birmingham ainsi qu'aux Championnats d'Europe d'athlétisme de 2010 à Barcelone où il réalise un saut à 2,29 m, sa meilleure performance de l'année, ce qui lui permet de représenter l'Europe lors de la Coupe continentale où il se classe deuxième du concours.
Il revient en 2014 aux Jeux du Commonwealth à Glasgow où il se classe cinquième avec 2,21 m.

## Palmarès
| Date | Compétition                    | Lieu       | Résultat | Marque |
| ---- | ------------------------------ | ---------- | -------- | ------ |
| 2002 | Championnats du monde juniors  | Kingston   | 10e      | 2,14 m |
| 2003 | Championnats d'Europe juniors  | Tampere    | 12e      | 2,15 m |
| 2005 | Championnats d'Europe espoirs  | Erfurt     | 11e      | 2,21 m |
| 2005 | Universiade                    | Izmir      | 3e       | 2,23 m |
| 2006 | Championnats d'Europe          | Göteborg   | qual.    | 2,23 m |
| 2006 | Jeux du Commonwealth           | Melbourne  | 2e       | 2,26 m |
| 2007 | Championnats d'Europe en salle | Birmingham | 3e       | 2,29 m |
| 2007 | Universiade                    | Bangkok    | 5e       | 2,23 m |
| 2007 | Championnats du monde          | Osaka      | 14e      | 2,21 m |
| 2008 | Jeux olympiques                | Pékin      | 9e       | 2,25 m |
| 2009 | Championnats d'Europe en salle | Turin      | qual.    | 2,22 m |
| 2010 | Championnats d'Europe          | Barcelone  | 3e       | 2,29 m |
| 2010 | Coupe continentale             | Split      | 2e       | 2,29 m |
| 2011 | Championnats du monde          | Daegu      | qual.    | 2,21 m |
| 2014 | Jeux du Commonwealth           | Glasgow    | 5e       | 2,21 m |

## Records
| Épreuve         | Épreuve   | Performance | Lieu       | Date         |
| --------------- | --------- | ----------- | ---------- | ------------ |
| Saut en hauteur | Plein air | 2,30 m      | Eberstadt  | 29 juin 2008 |
| Saut en hauteur | Salle     | 2,30 m      | Birmingham | 3 mars 2007  |